# Nubieber, California
Nubieber, California (енгл. Nubieber) насељено је место без административног статуса у америчкој савезној држави Калифорнија.

## Демографија
По попису из 2010. године број становника је 50.
| Група             | 2000.    | 2010.      |
| Белци             | 0 (0,0%) | 26 (52,0%) |
| Афроамериканци    | 0 (0,0%) | 0 (0,0%)   |
| Азијати           | 0 (0,0%) | 0 (0,0%)   |
| Хиспаноамериканци | 0 (0,0%) | 10 (20,0%) |
| Укупно            | 0        | 50         |